# 6257 Торвальдсен
6257 Торвальдсен (6257 Thorvaldsen) — астероїд головного поясу, відкритий 26 березня 1971 року.
Тіссеранів параметр щодо Юпітера — 3,547.
Названо на честь Бертеля Торвальдсена (дан. Bertel Thorvaldsen, 1770–1844) — данського художника та скульптора.